# Niels Desein
Niels Desein (Gent, 9 juni 1987) is een Belgisch tennisser. Zijn hoogste positie op de ATP-ranglijst was de 164ste plaats in juli 2010. Op 22 augustus 2014 plaatste hij zich voor de hoofdtabel van de US Open, het eerste grandslamtoernooi waarin hij de kwalificaties overleefde. In de eerste ronde verloor hij evenwel van zijn landgenoot David Goffin.
Op 8 februari 2015 won hij in Glasgow zijn eerste ATP-Challenger door in de finale landgenoot Ruben Bemelmans te verslaan.